# Jean-François Piège
Jean-François Piège is een restaurant in Parijs met twee Michelinsterren, van de gelijknamige chef-kok.

## Geschiedenis van de chef-kok
Piège werd bekend als chef onder Alain Ducasse met wie hij sinds 1992 werkte en met name toen hij chef was bij het Parijse restaurant Les ambassadeurs in het luxe Hôtel de Crillon in de periode 2004 tot 2009; dat laatste restaurant kreeg onder zijn leiding twee Michelinsterren. In 2010 opende hij zijn eigen restaurant in hotel Thoumieux in het zevende arrondissement. Meteen in de eerstvolgende Michelingids ontving hij twee Michelinsterren die hij tot nu toe wist te behouden. Het hotel Thoumieux verliet hij op 30 juni 2015 om vervolgens vanaf september van dat jaar zijn eigen, onafhankelijke en zelfstandige restaurant te openen in het 8e arrondissement.
In december 2014 opende hij met zijn vrouw een eigen bistro, Clover, in het 7e arrondissement.
In 2004 wijdde Bruno Sevaistre een lange documentaire aan Alain Ducasse: Alain Ducasse au Plaza Athénée (Arte, 5 x 26 minuten) waarin Piège als Ducasses toenmalige chef in het restaurant van hotel Plaza Athénée ook voorkomt.

### Waardering
In de Michelingids voor 2011 kreeg hij met zijn restaurant meteen twee Michelinsterren nadat het in 2010 geopend was.